# إيناكي سايز
خوسيه إيغناسيو سايز رويز الشهير بإيناكي سايز (بالإسبانية: Iñaki Sáez)، من مواليد 23 أبريل 1943 في بلباو في إسبانيا، لاعب كرة قدم إسباني سابق، ومدرب كرة قدم إسباني حالي.
درب منتخب إسبانيا لكرة القدم بين عامي 2002 و2004.

## وصلات خارجية
- إيناكي سايز على موقع قاعدة بيانات كرة القدم.إي يو (الإنجليزية)
- إيناكي سايز على موقع ناشيونال فوتبول تيمز (الإنجليزية)
- إيناكي سايز على موقع عالم كرة القدم.نت (الإنجليزية)
- إيناكي سايز على موقع أوليمبيديا (الإنجليزية)